# Distrito de Paracas
El distrito de Paracas es uno de los ocho distritos de la provincia de Pisco, ubicada en el departamento de Ica, bajo la administración del Gobierno regional de Ica, en el surcentro del Perú.  Ha sido declarada reserva regional para aves migratorias. Además de su capital, Paracas, posee algunos pocos centros poblados como La Guanera y Laguna Grande. Gran parte de su desértico territorio es parte de la Reserva Nacional de Paracas. 

## Historia
Fue creado mediante Ley 11597 del 8 de marzo de 1951, en el gobierno del Presidente Manuel A. Odría.
Sin embargo, su historia se remonta hacia la época Pre Inca, donde los Paracas conocidos como los hombres de la arena, se asentaron en la bahía y península, donde se dedicaban a la pesca y a los tejidos, realizando trueques por alimentos agrícolas; aunque se han encontrado restos de productos como el frejol, pallares, maíz, papa, camotes, Etc., no es que ellos los producían en esas pampas, sino que los obtenían por el cambio o trueque con el pescado fresco, salpreso y seco, que pescaban en el chaco con las redes de lana de auquénidos que fabricaban. Tal como indica Julio C. Tello, tuvieron dos períodos de desarrollo: Cavernas funerarias y Grandes Necrópolis.
En cuanto a la etimología de la palabra "paracas", esta proviene de los vocablos quechuas "para", que significa lluvia, y "akos", que significa arena. Desde hace unos años la ciudad de Paracas tiene un puerto marítimo.

## Localización
Ubicado al sur, es el más extenso de la provincia de Pisco
Según Rebatta Parra, la topografía del terreno de Paracas es ondulado con planicies, lomas y dunas de arena, con un litoral ampliamente bañado por el océano Pacífico desde el Chaco, lagunillas, Laguna Grande y Otuma. La mayor parte de su ribera es sinuosa (irregular) y rocosa con peñas altas y peñascos de menor tamaño. Presenta islotes con figuras de formas caprichosas donde abunda la fauna marina tanto de aves como mamíferos acuáticos.

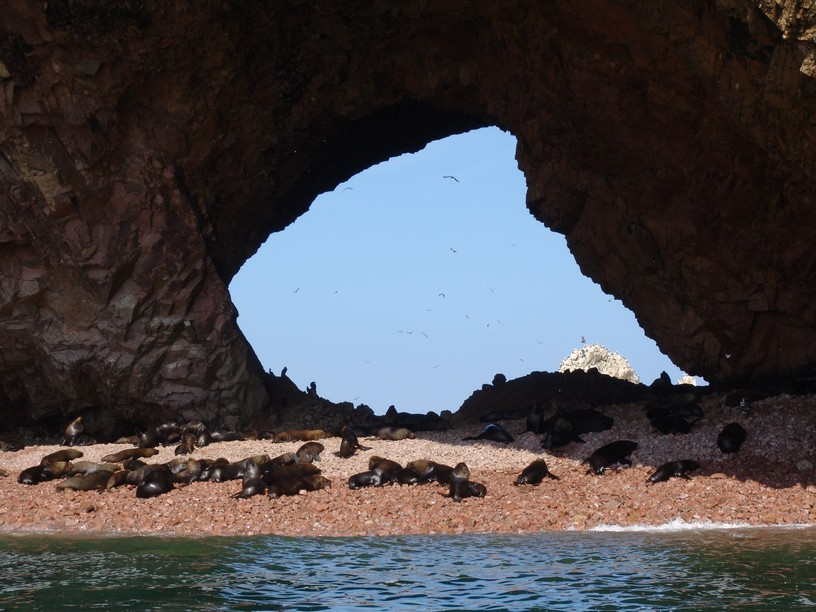
Islas Ballestas Perú

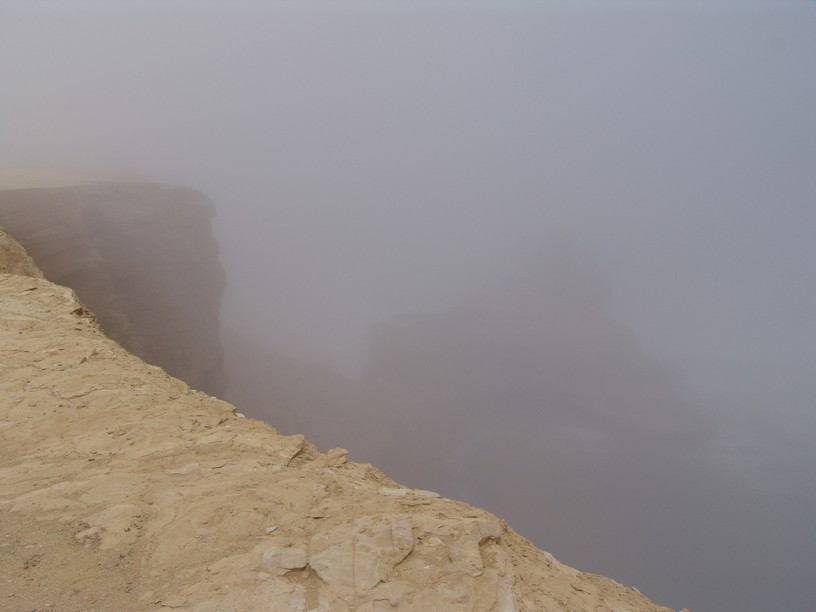
Paracas en la niebla de la mañana

| Noroeste: Océano Pacífico | Norte: San Andrés    | Noreste: San Andrés y Salas(Ica)              |
| Oeste: Océano Pacífico    |                      | Este: Salas(Ica), Subtanjalla(Ica) e Ica(Ica) |
| Suroeste: Océano Pacífico | Sur: Océano Pacífico | Sureste: Ica(Ica)                             |

## Autoridades

### Municipales
- 2023 - 2026[1]
- Alcalde: Omar Eladio Bohórquez Huertas de Alianza para el Progreso.
- 2019 - 2022[1]
  - Alcalde: Lic. Rosario Ramirez Gamboa, del Movimiento Cambio Radical
- 2011 - 2014[2]
  - Alcalde: Miguel Ángel Castillo Oliden, del Movimiento Fuerza 2011 (F2011).
  - Regidores: Narciso Quispe Puma (F2011), Patricia Noemí Hernández Machaca (F2011), Wilbert Hancco Ccansaya (F2011), Claudio Alfonso Delgado Moreyra (F2011), Santos Valenzuela Guillén (Acción Popular).
- 2007 - 2010
  - Alcalde: Alberto Tataje Muñoz.

### Religiosas
- Párroco: Pbro. José Sánchez Bernuy. (Parroquia San Francisco de Asís).[3]

## Festividades
- Carnavales.
- Las cruces.
- San Pedro.